# Europese kampioenschappen schaatsen afstanden 2024 - 1500 meter vrouwen
De 1500 meter vrouwen op de Europese kampioenschappen schaatsen 2024 werd verreden op zaterdag 6 januari 2024 in ijsstadion Thialf in Heerenveen. Zeven persoonlijke records werden verbeterd.
Titelverdedigster Antoinette Rijpma-de Jong wist opnieuw te winnen. Ze versloeg in een direct duel Marijke Groenewoud die in de laatste bocht werd ingehaald en tweede werd. De kampioene van 2018, Vanessa Herzog werd derde. Francesca Lollobrigida, vorig EK afstanden derde, belandde op de vierde plek. Vice-wereldkampioene Ragne Wiklund werd tijdens het inrijden ziek en moest zich afmelden.

## Uitslag
| #      | Schaatsers                | Land        | Tijd       | Verschil |
| ------ | ------------------------- | ----------- | ---------- | -------- |
| Goud   | Antoinette Rijpma-de Jong | Nederland   | 1:53.48    |          |
| Zilver | Marijke Groenewoud        | Nederland   | 1:53.66 PR | +0.18    |
| Brons  | Joy Beune                 | Nederland   | 1:55.02    | +1.54    |
| 4      | Francesca Lollobrigida    | Italië      | 1:55.54    | +2.06    |
| 5      | Kaitlyn McGregor          | Zwitserland | 1:57.36 PR | +3.88    |
| 6      | Isabelle Van Elst         | België      | 1:58.93    | +5.45    |
| 7      | Veronica Luciani          | Italië      | 1:59.47 PR | +5.99    |
| 8      | Aurora Grinden Løvås      | Noorwegen   | 1:59.99 PR | +6.51    |
| 9      | Sandrine Tas              | België      | 2:00.05    | +6.57    |
| 10     | Lea Sophie Scholz         | Duitsland   | 2:00.22    | +6.74    |
| 11     | Victoria Stirnemann       | Duitsland   | 2:00.29 PR | +6.81    |
| 12     | Natalia Jabrzyk           | Polen       | 2:00.39 PR | +6.91    |
| 13     | Magdalena Czyszczoń       | Polen       | 2:00.64    | +7.16    |
| 14     | Ramona Härdi              | Zwitserland | 2:01.00 PR | +7.52    |
| 15     | Sofie Karoline Haugen     | Noorwegen   | 2:01.49    | +8.01    |
| 16     | Iga Wojtasik              | Polen       | 2:02.62    | +9.14    |
| 17     | Zuzana Kuršová            | Tsjechië    | 2:03.92    | +10.44   |
| 18     | Josephine Schlörb         | Duitsland   | 2:04.39    | +10.91   |
| 19     | Lucie Korvasová           | Tsjechië    | 2:07.43    | +13.95   |

## IJs- en klimaatcondities
|                  | Start  | Eind   |
| ---------------- | ------ | ------ |
| Tijd             | 17:03  | 17:36  |
| Luchttemperatuur | 17,4°C | 17,3°C |
| IJstemperatuur   | -9,8°C | -9,7°C |
| Luchtvochtigheid | 43,1 % | 43,2 % |